# Liechtenstein-journal
Das liechtenstein-journal (LJ) ist eine juristische Fachzeitschrift. Sie existiert seit März 2009 im Fürstentum Liechtenstein.

## Herausgeberin
Das liechtenstein-journal wird von Rechtsanwalt Jürgen Wagner vierteljährlich herausgegeben (Redaktion und geschäftsführender Herausgeber). Im liechtenstein-journal sind liechtenstein-spezifische Fachartikel mit dem (derzeitigen) Schwerpunkt liechtensteinisches Stiftungsrecht enthalten. Neben den Fachartikeln werden auch Buchbesprechungen, insbesondere zu Veröffentlichungen in Deutschland, Liechtenstein, Österreich und der Schweiz, Leserbriefe, ein Pressespiegel und Hinweise auf einschlägige Fortbildungsveranstaltungen publiziert.
Der wissenschaftliche Beirat besteht aus:
- Martin Schauer (Wien)
- Dominique Jakob (Zürich)
- Martin Feick (Mannheim)

## Zitierweise
Beiträge und Urteile die im liechtenstein-journal veröffentlicht bzw. besprochen werden (wie auch bei anderen Zeitschriften) üblicherweise folgendermaßen zitiert:
- Beitrag/Aufsatz/Urteil/Mitteilung/etc, LJ Jahr, erste Seite des Beitrags/Urteils/Mitteilung/etc. Wird auf eine spezielle Seite innerhalb eines Beitrags/Aufsatzes/Urteils/etc verwiesen, so wird diese mit einem Komma angehängt.
- Bei Bedarf kann auch der Autor des Beitrags bzw. Aufsatzes vorangestellt werden. Beispiel: Adrian Plüss, Die Verantwortlichkeit des Stiftungsrates: Risiken erkennen und vermeiden, LJ 2009, 2 ff